# Emy Storm
Emmy Karolina Storm (født 20. maj 1925, død 24. november 2014) var en svensk skuespillerinde, der er mest kendt for at have spillet rollen som Emils mor Alma Svensson i filmatiseringerne af Emil fra Lønneberg.

## Karriere
Emy Storm blev født den 20. maj 1925 i landsbyen Alfta, Gävleborgs län. Da hun var 15 år gammel, tog hun til Stockholm og fik først arbejde som stuepige. Hun havde allerede interesse for at blive skuespiller, men der skulle gå næsten ti år, før det ville blive en realitet. Ragnar Sachs, den daværende chef for Nordiska Kompaniet, hyrede hende til at arbejde for Gösta Terserus i hans studie, hvorefter hun optrådte i utallige film og på scenen. Efter at have studeret på Dramatens elevskola fik hun en stilling ved Riksteatern, hvor hun arbejdede indtil 1956 og var efterfølgende ansat på både Östgötateatern og Dramaten. Derudover var Emy Storm også ansat ved Malmö stadsteater fra 1962 til 1983.
Emy Storm fik sin filmdebut i filmen Banketten fra 1948, der er instrueret af Hasse Ekman. Hendes uden tvivl mest kendte filmrolle er dog som Emils venlige mor Alma i Olle Hellboms tre film om Emil fra Lønneberg. Filmene blev udgivet i henholdsvis 1971, 1972 og 1973, hvor de senere blev klippet sammen til en tv-serie. Storm medvirkede blandt andet også i Den gode vilje (1991), der er instrueret af Bille August og med manuskript af Ingmar Bergman.

## Privatliv
Emy Storm var fra 1958 og frem til sin død gift med skuespilleren Göte Fyhring (1929-2021). Parret fik to børn, sønnen Jonas og datteren Kajsa.
Storm døde den 24. november 2014 af en hjerneblødning, 89 år gammel. Hun ligger begravet på Husie kirkegård i Malmö.

## Udvalgt filmografi
- Banketten (1948, ukrediteret)
- Madam Anderssons Kalle (1950, ukrediteret)
- Den hvide kat (1950, ukrediteret)
- Havets mænd (1951, ukrediteret)
- Storbondens datter (1953, ukrediteret)
- Barabbas (1953, ukrediteret)
- Frie fugle (1953, ukrediteret)
- Al jordens herlighed (1953)
- Ægtefolk (1955, ukrediteret)
- Ravnekvarteret (1963)
- Kære John (1964)
- Tre mand frem for en trold (1967)
- Midt i en jazztid (1969)
- Frida och hennes vän (tv-serie, 1970)
- Emil fra Lønneberg (1971)
- Nye løjer med Emil fra Lønneberg (1972)
- Emil og grisebassen (1973)
- Soldat med brutet gevär (tv-serie, 1977)
- Sverige åt svenskarna (1980)
- Operation Leo (1981)
- Rasmus på farten (1981)
- Faldgruben (1981)
- Den gode vilje (1992)
- Mysteriet på Greveholm (tv-serie, 1996)
- Den 5. kvinde (tv-serie, 2002)